# 크라제버거

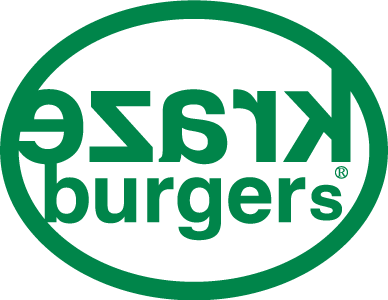

크라제버거(Kraze Burgers)는 대한민국의 패스트푸드 전문점으로 주로 햄버거를 판매한다. ‘크라제’는 Korea(대한민국), Craze(열광, 열중)를 조합하여 만든 이름이다. 패티를 포함한 크라제버거의 모든 식재료는 신세계푸드로부터 납품받는 반조리 상태의 냉장식품을 사용한다.
2015년 4월 기준, 크라제버거는 대한민국 내에 매장 24개소를 운영하고 있다.

## 역사
1998년 서울특별시 강남구 압구정동에 처음 설립되었으며, 현재 전국에 약 90개의 점포가 있으며, 홍콩, 마카오, 싱가포르 등에도 지점을 두고 있었다. 해외 사업 확장을 위해 2008년에 사명도 크라제 코리아에서 크라제 인터내셔날로 변경했다.
그러나 지나친 사업 확장과 무리한 해외 진출로 인해 크라제인터내셔날은 경영에 어려움을 겪었다. 해외 매장 두 곳에서는 100억 원의 손실이 발생하였고, 2012년에는 신세계푸드로부터 공급받는 햄버거 패티 가격 30억 원을 지급하지 못해 사옥을 경매로 넘겼다. 결국 크라제는 2013년 초 지분 매각을 추진하였으나, 2012년 말 기준으로 자본금 42억 원, 부채 79억 원으로 자본잠식 상태에 빠지는 등 재무구조가 열악하여 인수 대상자는 나타나지 않았다. 크라제는 SM엔터테인먼트와의 협업, 압구정볶는커피, 텍사스치킨, 치맥 등 신규 브랜드 론칭 등 다양한 사업을 추진하였으나 이렇다 할 성과를 거두지 못하였으며, 2012년 한해 영업 손실만 57억 원에 달하는 등 극도로 경영이 악화되었다. 결국 2013년 11월 18일 서울중앙지방법원에 기업회생 절차를 신청했으며, 법정관리 절차에 들어갔다.
2014년 3월, 투자회사 삼양식품 계열의 나우IB캐피탈에 매각되었다. 하지만 이후에도 사정이 좋지 않자 브랜드를 LF 계열사인 LF푸드에 매각하였고, 법인은 청산되었다.